# Алтай (град)
Алтай (до 2019 г. Зиряновск) е град в Източноказахстанска област, Казахстан. Разположен е в подножието на Алтай, на около 120 km югоизточно от Уст Каменогорск. Административен център е на Алтайски район. Към 2013 г. има население от 38 065 души.

## История
Селището е основано през 1791 г. във връзка с разработването на залежите на многометални руди в района. Залежите са открити от завода на Герасим Зирянов и новият рудник и съпътстващото го селище приемат неговото име. През 1820-те години рудникът добива повече сребро от всички останали рудници в Алтай. През 1830-те години в мината вече се добива повече сребро, отколкото в Англия, Франция, Прусия и Белгия взети заедно.
Зиряновският район е образуван през 1928 г. и село Зиряновск (на руски: Зыряновск; на казахски: Зырян) става негов административен център. През 1937 г. селото е превърнато в селище от градски тип, а през 1941 г. получава статут на град.. На 3 януари 2019 г. с Указ на президента на Казахстан градът и районът му са преименувани на Алтай.

## Население
| 1939   | 1959   | 1970   | 1979   | 1989   | 1991   |
| ------ | ------ | ------ | ------ | ------ | ------ |
| 16 156 | 54 119 | 56 206 | 51 132 | 52 838 | 53 800 |
| 1999   | 2006   | 2010   | 2013   |        |        |
| 45 800 | 44 744 | 39 822 | 38 065 |        |        |

### Етнически състав
Етническият състав на града към 1999 г. е както следва:
| руснаци (78.18%) казахи (16.33%) татари (2.17%) немци (1.39%) украинци (0.95%) беларуси (0.24%) други (0.74%) |

В града живеят и 10 българи.

## Икономика
Икономиката на града днес, както и в миналото, се базира на рудодобивната и рудообработвателната дейност в района. Добиват се сребро, злато, мед, олово и цинк.